# 愛と喝采と
『愛と喝采と』（あいとかっさいと）は、TBS系列の「木曜座」（毎週木曜日22:00 - 22:54）の枠で、1979年（昭和54年）4月12日から同年7月5日まで放送されていたテレビドラマ。全13話。

## 概要・内容
元歌手で音楽プロダクションの社長を務める町田千恵は、自分が果たせなかった夢を後進に託すべく、スター歌手育成に全てを賭けていた。そしてその夢を新人歌手・武井吾郎に託すこととなる。吾郎は後に作られた人気に反発して一人で自分の道を進んで行こうとするが…。作曲家の北川薫、レコーディングディレクターの林、吾郎に対し愛を抱く千恵の妹・広子、薫の同棲相手・百合子ら様々な人々が、千恵の熱意に動かされていく…。音楽界を背景にして、万雷の喝采を求めて追い続ける千恵のその熱意と吾郎を売り出すプロセスを中心軸に描いた。
本作と連動して歌手・岸田智史をセールスするキャンペーンも行われた。当時一般知名度の低かった岸田を起用し挿入歌で劇中歌となった「きみの朝」のレコードをドラマ放送の1か月前に発売するなど、現実とドラマをシンクロさせることを狙った意図的な戦略が功を奏し、「きみの朝」は現実世界でもTBSの番組『ザ・ベストテン』の上位にランクインするなどヒット曲かつ岸田の代表曲となった。他には、「ガール」（岸田のアルバム『モーニング』収録）が劇中歌として使用され、『ザ・ベストテン』も劇中番組として登場した。 

## キャスト
- 町田千恵：十朱幸代
- 北川薫：渡瀬恒彦
- 町田広子：名取裕子
- 武井吾郎：岸田智史（現・岸田敏志）
- 林：上條恒彦
- 桂：中山麻理
- 百合子：加賀まりこ
- 梅津杏子：赤木春恵 - ライバル事務所のやり手マネージャー
- 森洋子：木村理恵
- 柿坂：織本順吉 - レコード会社制作部長
- 早崎文司
- 正司照江
- 神保共子

## スタッフ
- プロデューサー：柳井満
- 脚本：岡本克己
- 演出
  - 竹之下寛次（第1、6、8、10、12、13各話）
  - 柳井満（第2～5話）
  - 大岡進（第7、9、11各話）
- 制作著作：TBS

## 主題歌・挿入歌
主題歌
- Tinna『もうひとつの心』（作詞：及川恒平、作曲：惣領泰則）

挿入歌
- 岸田智史『きみの朝』（作詞：岡本おさみ、作曲：岸田智史、編曲：大村雅朗　CBSソニー）
- 岸田智史『ガール』（作詞：岡本おさみ、作曲：岸田智史、編曲：萩田光雄　CBSソニー）